# Ambohimandroso (Antanifotsy)
Ambohimandroso – gmina na Madagaskarze, w regionie Vakinankaratra, w dystrykcie Antanifotsy. W 2001 roku zamieszkana była przez 23 609 osób. Siedzibę administracyjną stanowi miejscowość Ambohimandroso.